# Gayabachi (Chéki)
Gayabachi est un village de la région de Şəki en Azerbaïdjan.

## Géographie
Le village de Gayabachi de la région de Şəki est situé dans la circonscription administrative du village de Gayabachi.

## Population
Selon les statistiques de 2009, la population du village est de 1428 personnes.